# 腓特烈 (下洛林)
盧森堡的腓特烈二世 （法語：Frédéric de Basse-Lotharingie，约1003年—1065年5月18日），阿登家族成員，莫瑟爾高伯爵腓特烈二世和其妻子維特羅的伊爾姆特魯德的第三子，巴伐利亞公爵亨利七世的弟弟。腓特烈成為下洛林公爵及安特衛普藩侯（1046年至1065年在位）。

## 生平
儘管腓特烈的祖父是首位盧森堡伯爵西格弗里德，但他父親是次子最初幾乎沒有希望獲得重要領土。腓特烈和他的弟弟赫爾曼在11世紀末的文獻中以格萊貝格領主的身份出現。
腓特烈的當代記錄所剩無幾。1020年左右，腓特烈在他從母親那裡繼承的古老皇家莊園巴倫的土地上建造林堡城堡。這就是林堡公國和後來的林堡市的起源。
腓特烈從1033年起擔任斯塔沃洛-馬爾梅迪修道院的倡導者，從1046年起擔任下洛林公爵，從1060年左右或更早起擔任聖特魯伊登修道院的倡導者。
1044年，上洛林公爵戈特隆一世去世後，神聖羅馬皇帝亨利三世封戈特隆一世的次子戈特隆二世封為下洛林公爵，長子戈德弗瓦二世（鬍子）封為上洛林公爵。然而，在戈特隆一世去世後不久，戈德弗瓦二世也向皇帝請求下洛林公爵的頭銜。然而，皇帝亨利三世拒絕，戈德弗瓦二世起兵謀反，亨利三世逐將下洛林公爵的頭銜授予身為前任皇帝亨利二世的皇后庫妮根德的侄子腓特烈。
在他的弟弟梅斯主教阿達爾貝羅三世的支持下，腓特烈在公國建立了自己的權威，並對持續叛亂的戈弗雷發動了戰爭。腓特烈忠於皇帝，但在戰場上並不成功。1056年，亨利四世成為羅馬人民的國王，他開始將公國的部分領土劃分給更有能力的戰士。腓特烈在與科隆總主教安諾二世的戰爭中陣亡，其後亨利四世將下洛林公國授予戈德弗瓦二世。

## 家庭
腓特烈的第一任妻子是布洛涅伯爵尤斯塔斯一世的女兒格貝爾加（卒於約1049年）。他們有一個女兒，名叫尤塔，嫁給阿爾隆伯爵瓦勒良，其後瓦勒良成為第一任的林堡伯爵。
腓特烈的第二任妻子是薩克森公爵伯恩哈德二世的女兒艾達（卒於1102年），兩人於1055年結婚。在腓特烈死後與那慕爾伯爵阿爾貝三世再婚。